# آدام کشچوت
آدام کشچوت (لهستانی: Adam Kszczot، تلفظ: [kʂt͡ʂɔt] زاده ۲ سپتامبر ۱۹۸۹) دونده اهل لهستان است. از افتخارات وی میتوان وی می‌توان به کسب مدال نقره دو ۸۰۰ متر در ۲۰۱۵ پکن اشاره کرد.